# Transbrasil
Transbrasil era una compagnia aerea brasiliana che cessò ogni attività il 3 dicembre 2001. Durante la maggior parte della sua storia Transbrasil era di proprietà dell'imprenditore locale Omar Fontana. I suoi aerei di solito mettevano in mostra una livrea colorata, con un arcobaleno sul timone di coda. La sede di Transbrasil era l'aeroporto internazionale di Brasilia a Brasilia. Dagli anni '70, e fino alla sua scomparsa nel 2002, Transbrasil era considerata la terza più grande compagnia aerea brasiliana dopo VARIG e VASP, volando sia su rotte nazionali che internazionali.

## Storia

### I primi anni come Sadia (1955-1972)
Transbrasil nacque nello Stato di Santa Catarina come consociata di S/A Indústria e Comércio Concórdia, meglio conosciuta con il suo acronimo Sadia. Nel 1953 Omar Fontana, uno dei figli del fondatore di Sadia Attilio Fontana notò un Douglas DC-3 rimasto parcheggiato all'aeroporto di Joaçaba, vicino a Concòrdia, per tutto il weekend. Omar Fontana ebbe l'idea di affittare l'aereo per il trasporto dei prodotti di Sadia a San Paolo. Nel 1954 Sadia acquisì il proprio Douglas DC-3 e i voli divennero quotidiani, essendo Omar uno dei membri dell'equipaggio. Tuttavia, poiché non era una compagnia aerea con orari regolari, non poteva ricevere sovvenzioni dal governo. Per evitare questa restrizione il 5 gennaio 1955 venne creata la Sadia S/A – Transportes Aéreos. Il primo volo regolare è stato operato il 16 marzo 1956.
Sadia ampliò l'aeroporto di Concórdia in modo che un DC-3 potesse operare a pieno carico e creò la prima rotta da Concórdia a Videira, Florianópolis e São Paulo-Congonhas. Poco tempo dopo, Sadia operava anche a Londrina, Bauru, Ribeirão Preto e Brasília.
Nel novembre 1957 la Sadia stabilì una partnership con Real Transportes Aéreos divenendo una compagnia aerea di rifornimento a Florianópolis. Mentre Linneu Gomes ottenne il 50% delle azioni di Sadia, Omar Fontana entrò a far parte del consiglio di amministrazione della Real, dove maturò la sua esperienza di volo. In questo momento Sadia trasferì la sede a San Paolo e ampliò i servizi a Rio de Janeiro-Santos Dumont e Porto Alegre. Questa partnership terminò nel 1961 con la scomparsa della Real Transportes e Fontana si riappropriò delle azioni precedentemente vendute a Gomes.

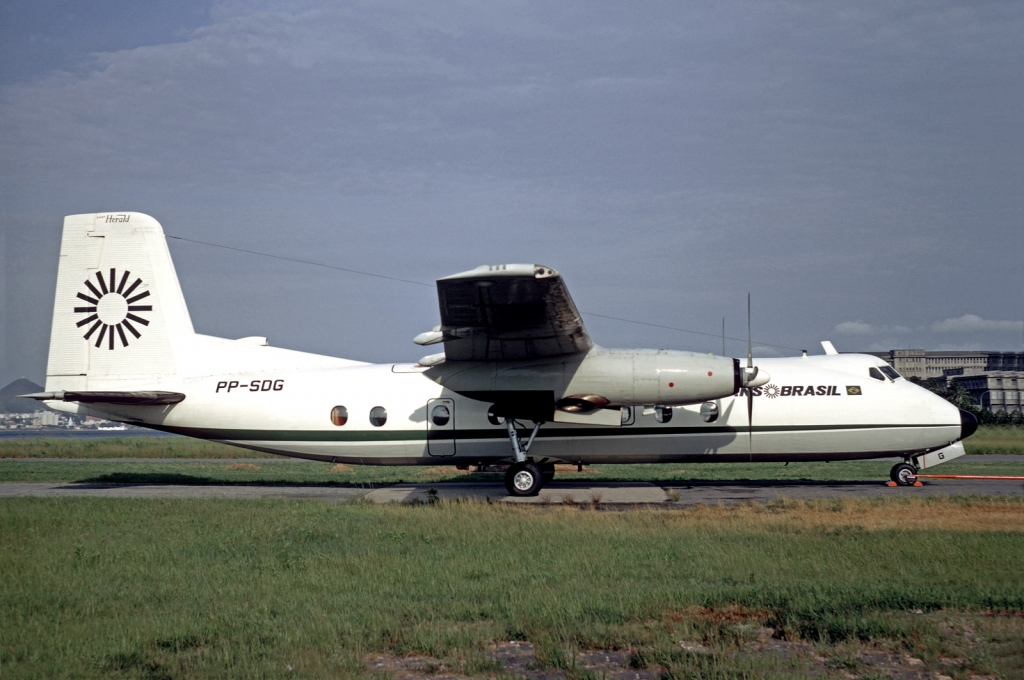
Un Herald della Transbrasil all'aeroporto di Rio de Janeiro-Santos Dumont nel 1973.

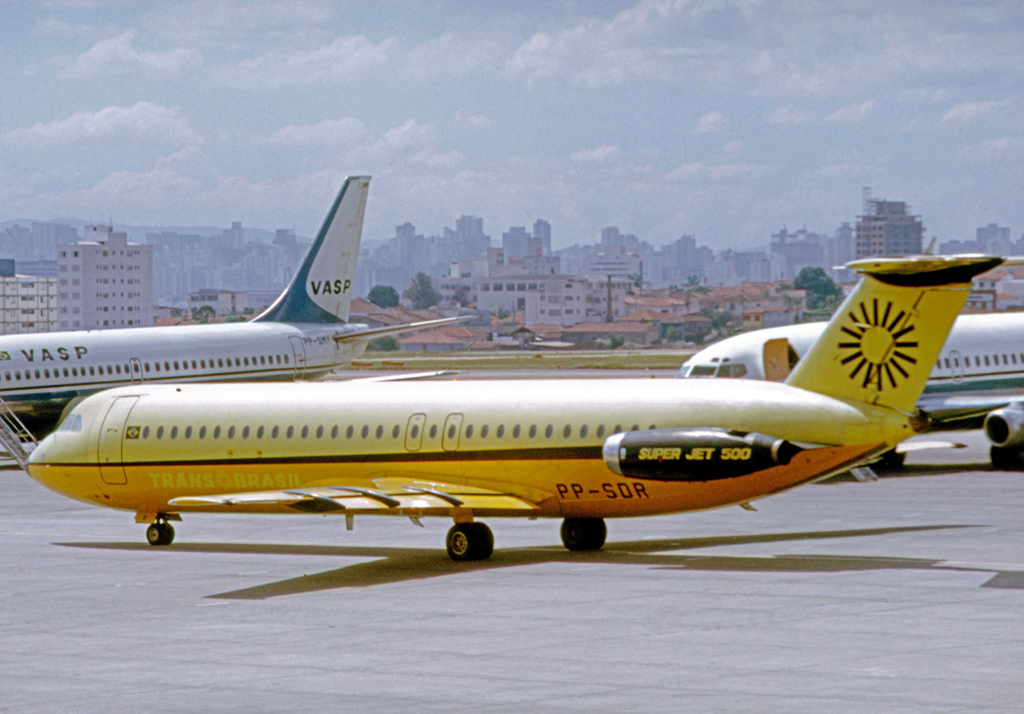
Il BAC 1-11 serie 500 PP-SDR all'aeroporto di San Paolo Congonhas nel 1975.

Nel 1962 Sadia acquistò la TAS – Transportes Aéreos Salvador, aumentando così la sua presenza a Bahia. Nel 1967 la maggior parte della rete di trasporto Sadia aveva diritto a ricevere sovvenzioni dal governo federale, e mirando a tali sovvenzioni Sadia acquistò cinque Handley Page Dart Herald. Nel 1968 Sadia si unì al servizio navetta (in portoghese: Ponte Aérea, vale a dire "ponte aereo") tra gli aeroporti di Rio de Janeiro-Santos Dumont e São Paulo-Congonhas, operato dal 1959 da VARIG, Cruzeiro do Sul e VASP, abbandonato solo nel 1999.
Il primo tipo di aereo a reazione introdotto nella flotta di Sadia, un BAC One-Eleven Serie 500 allungato, entrò in servizio il 17 settembre 1970. Nel 1972 il nome della compagnia fu cambiato in Transbrasil S/A Linhas Aéreas e il suo la sede fu trasferita a Brasilia.

### Consolidamento come Transbrasil (1972-1983)

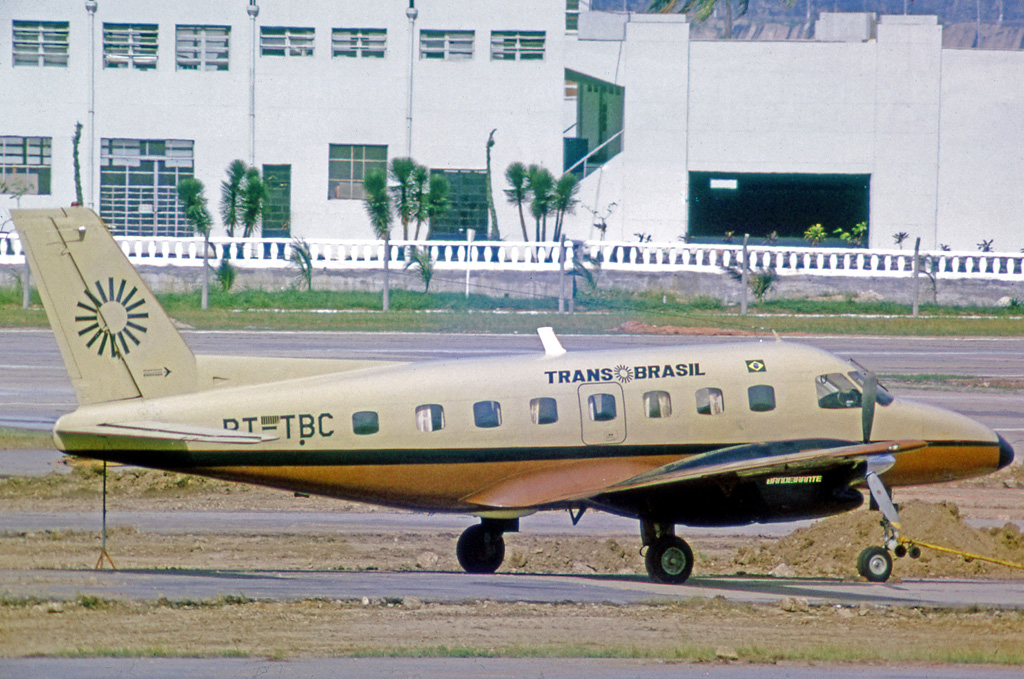
Embraer EMB 110 Bandeirante di Transbrasil all'aeroporto di Rio Santos Dumont nel 1975.

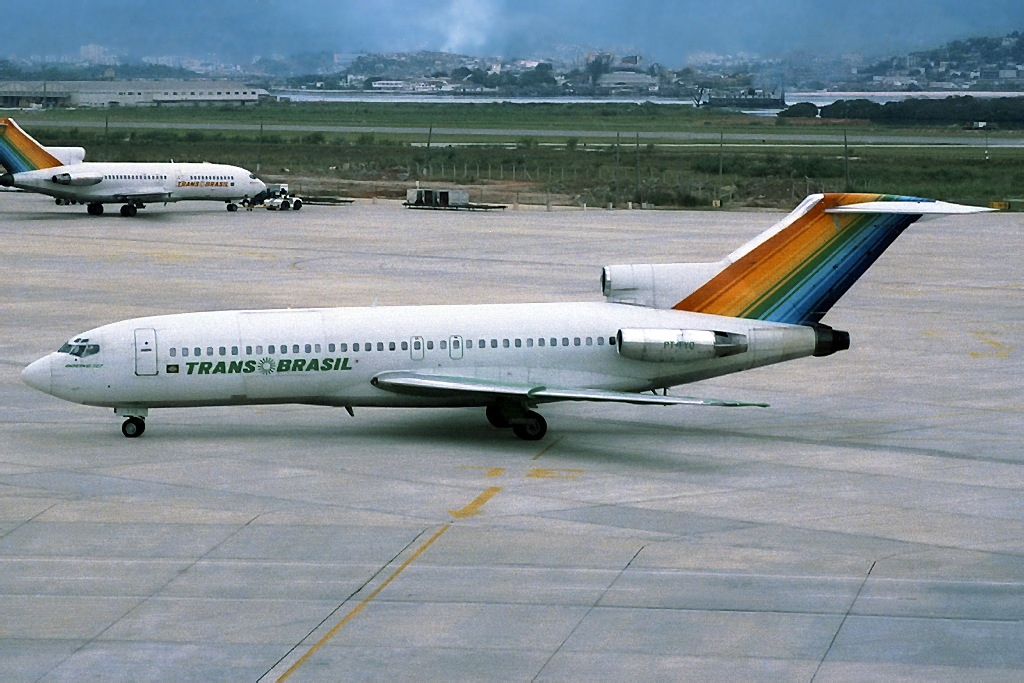
Un altro 727 della Transbrasil, verniciato con l'ultima livrea color arcobaleno.

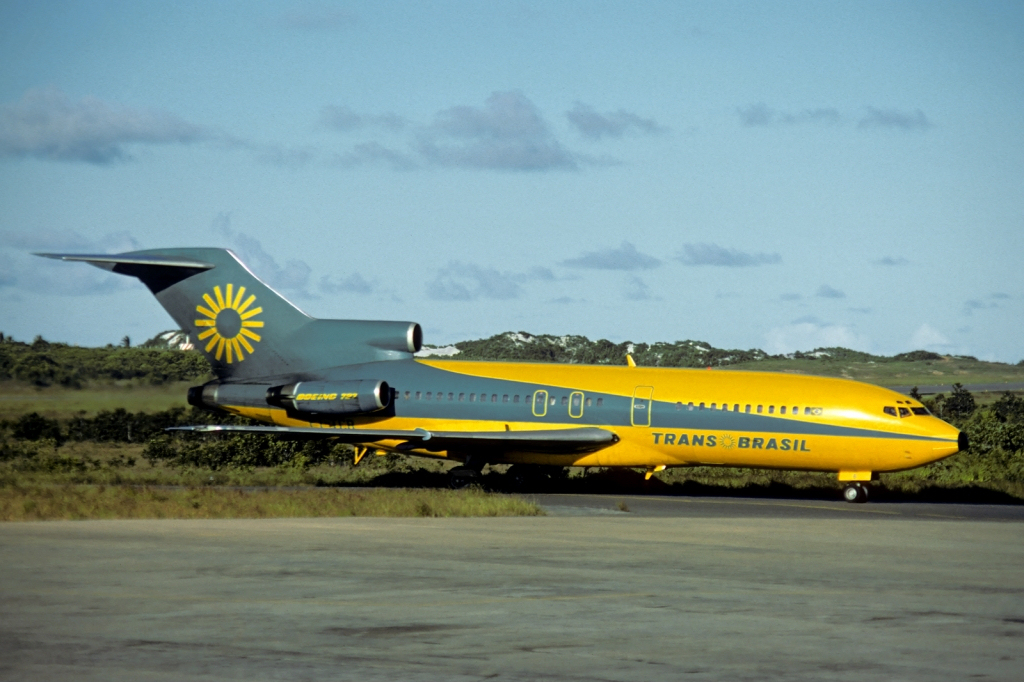
Il Boeing 727-100 PT-TCB all'Aeroporto Internazionale di Salvador.

- 1973 - Transbrasil sostituisce i vecchi Dart Herald con i nuovi Embraer EMB 110 Bandeirante turboelica.
- 1974 - Transbrasil inizia a eliminare gradualmente i suoi restanti Bandeirante, Herald e One-Eleven, sostituendoli con i più recenti Boeing 727-100. Nel 1979 la sua flotta era composta esclusivamente da 727-100.
- 1983 - Viene consegnato il suo primo Boeing 767-200 e Transbrasil inizia i suoi voli internazionali, inizialmente con i voli charter - e dal 1989, con rotte regolari - verso Miami, Orlando e Washington DC.

### Apogeo e recessione (1983-2003)

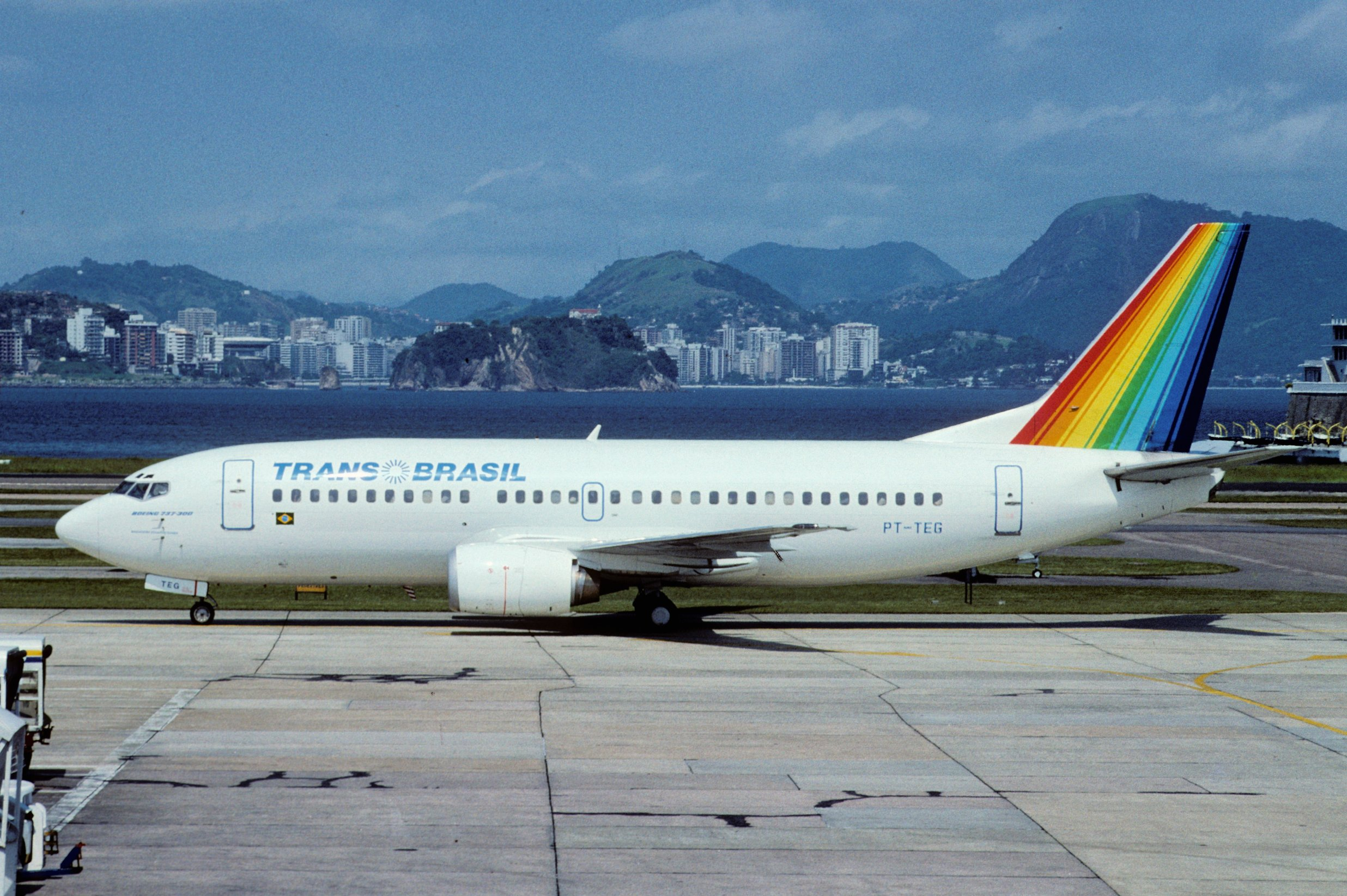
Boeing 737-300 di Transbrasil.

Nel 1990 la flotta della Transbrasil era composta da tre 767-200, tre Boeing 707 per il trasporto merci e passeggeri (gestiti dalla sua società affiliata, Aerobrasil) e 15 Boeing 737-300 e 400 in leasing. Oltre ai voli interni verso la maggior parte delle maggiori città brasiliane, Transbrasil offriva servizi regolari e charter per Miami, Orlando, New York, Washington, Buenos Aires, Vienna, Amsterdam, Londra e persino Pechino. Per qualche tempo, a causa dei prezzi dei biglietti scontati e di una strategia commerciale aggressiva, Transbrasil superò VASP come seconda compagnia aerea brasiliana.
Nonostante la sua crescente quota di mercato, Transbrasil stava già riscontrando dei problemi finanziari. Nel 1987, su richiesta formale del suo presidente Omar Fontana, il governo brasiliano assunse la gestione della compagnia. Tuttavia ben presto Fontana iniziò a non essere d'accordo con gli ufficiali dell'aeronautica brasiliana nominati per gestirla e nel 1989 l'intervento fu annullato. Dopo che Fontana si dimise dalla direzione della Transbrasil per problemi di salute, la compagnia passò al genero Celso Cipriani, un ex agente di polizia senza precedenti esperienze nella gestione delle compagnie aeree. Il mandato di Cipriani in Transbrasil fu controverso e da allora venne formalmente accusato di frode, appropriazione indebita di fondi e proprietà e cattiva gestione.
Il 14 gennaio 1994 Transbrasil ha creato la sua filiale regionale Interbrasil STAR per operare come trasportatore di feeder. I servizi iniziarono il ??3 luglio 1995.
Oltre ai problemi di gestione, Transbrasil stava affrontando anche altre difficoltà, in particolare il profitto ridotto o nullo derivante delle sue rotte internazionali, la forte concorrenza di altre compagnie sul fronte domestico (soprattutto TAM, un'ex compagnia di aerotaxi con una flotta in crescita) e le crescenti spese. Alla fine del 2001, nonostante diversi prestiti governativi, Transbrasil stava accumulando enormi debiti con i rifornitori. Quando la Shell si rifiutò di fornire ulteriore carburante senza pagamento, la flotta di Transbrasil, ormai antiquata e ridotta rispetto a com'era in passato, fu messa a terra il 3 dicembre 2001. Non volò più venendo dichiarata fallita nel 2003 su richiesta di uno dei suoi principali debitori, la GE Capital Aviation Services.

### Dopo il fallimento (2003-2010)

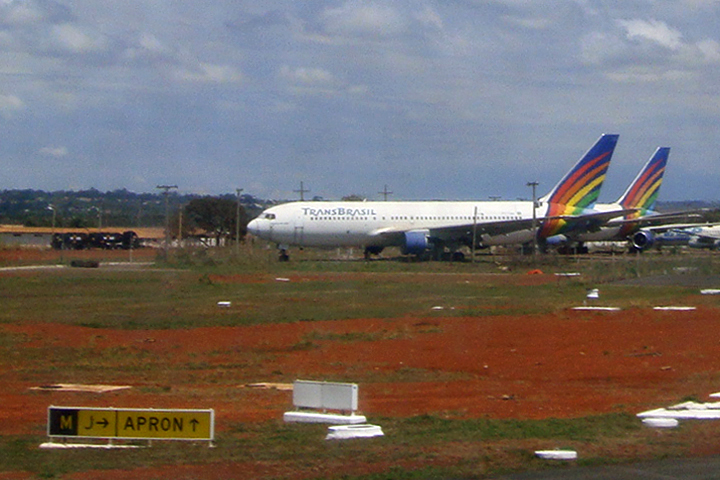
Alcuni 737 di TransBrasil abbandonati all'aeroporto internazionale di Brasilia dal 2001.

Il 16 settembre 2009 la Corte suprema federale brasiliana avviò l'analisi della legittimità della bancarotta di Transbrasil. Il fallimento viene confermato il 2 ottobre 2009.
Nello stesso anno il Pubblico Ministero si apprestava a sporgere denuncia contro i vertici della società. Il principale imputato era Celso Cipriani, che avrebbe commesso reati che accelerarono la caduta dell'azienda.
Nel 2010, il debito provocò il fallimento di Transbrasil fu invalidato dalla Corte di giustizia di São Paulo.

## Flotta

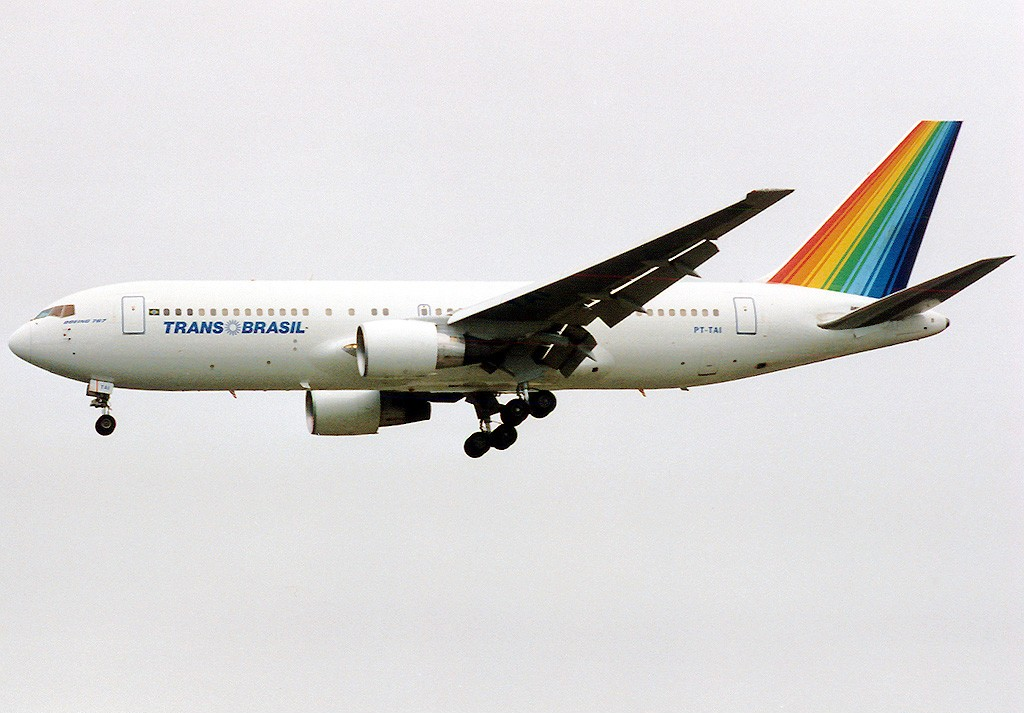
Un Boeing 767-200ER di Transbrasil in fase di volo presso l'Aeroporto Internazionale John F. Kennedy nel 1994.

## Programma di affinità di Transbrasil
TransPass era il programma Frequent Flyer di Transbrasil. I punti potevano essere utilizzati sui servizi di linea Transbrasil e Interbrasil STAR. I punti detenuti al momento del crollo della compagnia aerea persero ogni valore poiché nessun'altra compagnia aerea rilevò il programma.

## Incidenti

### Sadia
- 4 agosto 1963: un Douglas C-49E immatricolato PP-SLL, in viaggio da Joaçaba a Videira, si schiantò contro una collina durante l'avvicinamento a Videira in condizioni di scarsa visibilità. Morirono tutti i dieci occupanti.[15]
- 3 novembre 1967: un Handley Page Dart Herald 214 immatricolato PP-SDJ, in volo da São Paulo-Congonhas a Curitiba-Afonso Pena, si scontrò con una collina durante l'avvicinamento all'atterraggio a Curitiba. Tutto l'equipaggio e ventuno passeggeri persero la vita, ma quattro passeggeri si salvarono.[16][17]
- 16 marzo 1968: il Douglas C-47A-35-DL (DC-3) registrato come PP-AST, in rotta da Miami ad Arica in Cile, si schiantò vicino a Tacna, Perù. Morirono tutti i quattro occupanti.[18]

### Come Transbrasil
- 22 gennaio 1976: un Embraer EMB 110C Bandeirante, immatricolato PT-TBD ed operante sul volo 107 da Chapecó a Erechim, si schianta al decollo da Chapecó. Sette dei nove passeggeri e membri dell'equipaggio a bordo sono morti.[19][20]
- 12 aprile 1980: un Boeing 727-27C immatricolato PT-TYS, e operante il volo 303 in volo da São Paulo-Congonhas a Florianópolis, stava effettuando un avvicinamento strumentale notturno all'aeroporto di Florianópolis sotto un forte temporale. L'aereo finì fuori rotta, colpì una collina ed esplose. Le cause probabili erano da ricercare in un'errata valutazione della velocità e della distanza, un'inadeguata supervisione del volo, un mancato avvio di una riattaccata e nel funzionamento improprio dei motori. Dei 58 passeggeri e membri dell'equipaggio a bordo sopravvissero solo 3 passeggeri.[21][22]
- 21 marzo 1989: il volo 801, un Boeing 707-349C cargo registrato PT-TCS, in volo da Manaus a San Paolo, si schiantò nel distretto di Vila Barros a Guarulhos, poco prima dell'atterraggio sulla pista 09R. Quel giorno, alle 12:00 la pista era stata chiusa per manutenzione e l'equipaggio decise di accelerare le procedure per atterrare prima della chiusura (erano già le 11:54). Di fretta, uno dei membri dell'equipaggio, per errore, attivò i freni aerodinamici e l'aereo perse troppa velocità per avere un supporto aerodinamico sufficiente (un classico caso di stallo aerodinamico). Di conseguenza il 707 precipitò a circa 2 km dall'aeroporto. Morirono 25 occupanti, dei quali tre erano membri dell'equipaggio, e 22 passeggeri.[23] Inoltre 200 persone a terra rimasero ferite.[24] Curiosamente questo aereo fu lo stesso utilizzato nelle riprese del film Airport del 1970.[25]